# Nicholas Sparks
Nicholas Charles Sparks, född 31 december 1965, är en storsäljande amerikansk författare. Han skriver romaner med teman som berör tro, förälskelse, tragedi och trohet. Han har 16 publicerade romaner, och bor i New Bern i North Carolina med sin fru Catherine och deras fem barn. Hans romaner tenderar att vara romantiska berättelser där huvudpersonerna inte upplever ett vanligt lyckligt slut.

## Biografi
Sparks är född i Omaha, Nebraska, till Patrick Michael Sparks, en professor, och Emma Marie Sparks. Han har en bror, Michael Earl Sparks (1964 -), och en avliden syster, Danielle Sparks (1967-2000). Huvudpersonen i romanen "Undrens tid" är baserad på Danielle.
På grund av att hans far hade doktorandstudier då Nicholas var barn bodde Sparks i Minnesota, Los Angeles och Grand Island, Nebraska, allt innan han fyllt åtta år. 1974 bosatte sig hans familj slutligen i Fair Oaks, Kalifornien, och där gick Nicholas i högstadiet/gymnasiet. Han tog studenten 1984 som toppelev från Bella Vista High School och började därefter på högskolan, Universitetet i Notre Dame, där han hade fått ett friidrottsstipendium. Redan som förstaårselev 1985 var Sparks med i laget som då satte ett ännu gällande skolrekord på 4 x 800 meter. Hans huvudämne var affärsekonomi och han avlade examen där 1988.
Sparks mötte sin fru Catherine (från New Hampshire) under våren 1988. De gifte sig i juli 1989 och bodde först i Sacramento. Efter att ha blivit nekad anställning av både bokutgivare och juridiska fakulteter valde Sparks andra olika karriärer under de tre nästkommande åren, bl.a. fastighetsvärdering och att sälja tandvårdsprodukter per telefon. 1992 började han att sälja läkemedel och 1993 flyttade han till New Bern, North Carolina, där han skrev sin första publicerade roman the Notebook.
Sparks och hans fru bor för närvarande i New Bern med deras tre söner Miles, Ryan, och Landon, och deras tvillingdöttrar Lexie och Savannah.
Sparks har använt sina barns namn som huvudpersoner i sina böcker, Miles och Ryan i A Bend in the Road (Miles Ryan), Landon i A walk to remember (Landon Carter), Savannah i Dear John (Savannah Lynn Curtis) och Lexie i At first sight och true believer och även rollen som alex dotter i boken safe haven.

## Författarskap
År 1985 skrev Sparks sin första roman The Passing. Den är ännu outgiven. 1989 skrev han The Royal Murders, även den ännu outgiven. Under en period av 6 månader 1994 skrev Sparks vad som kom att bli hans första publicerade roman, The Notebook. I oktober 1995 såldes rättigheterna till The Notebook till Time Warner för $1 miljon och romanen kom ut i oktober 1996.
Efter sin första utgivningsframgång skrev Sparks en rad bästsäljare (se ”lista över publicerade böcker”), som översatts till mer än 35 språk.

## Lista över publicerade böcker
- The Notebook (Oktober 1996) ISBN 0-446-52080-2 På svenska: Dagboken - jag sökte dig och fann mitt hjärta (1997)
- Message in a Bottle (1998) ISBN 0-446-52356-9 på svenska: Kärleksbrev (1999)
- A Walk to Remember (bok) (1999) ISBN 0-446-52553-7 på svenska: Undrens tid (2008)
- The Rescue (2000) ISBN 0-446-52550-2
- A Bend in the Road (2001) ISBN 0-446-52778-5 på svenska: Drömmarnas Väg (2003) pocket
- Nights in Rodanthe (2002) ISBN 0-446-53133-2 på svenska: Nätterna vid havet (2004) pocket
- The Guardian (2003) ISBN 0-446-52779-3 på Svenska: Någon vid din sida (2004)
- The Wedding (2003) ISBN 0-446-53245-2
- Three Weeks with my Brother (2004) ISBN 0-446-53244-4
- True Believer (2005) ISBN 0-446-53243-6 på svenska: Tron på ett mirakel (2006)
- At First Sight (2005) ISBN 0-446-53242-8 på svenska: Vid första ögonkastet (2007)
- Dear John (2006) ISBN 0-446-52805-6
- The Choice (2007) ISBN 0-446-57992-0
- The Lucky One (2008)
- The Last Song (2009)
- Safe Haven (2010)
- The best of me (2012)
- The Longest Ride (2013)
- See Me (2016)

Ovanstående böcker som är översatta till svenska är utgivna på bokförlaget Wahlström & Widstrand, med undantag för A Walk to Remember, på svenska: "Undrens tid" (2008) ISBN 978-91-976446-2-4, som är utgiven på Kjellbergs Förlag, "The Notebook" på svenska "Dagboken", utgiven på Bonniers, samt Message in a Bottle, på svenska: Kärleksbrev, som är utgiven på Richters.

## Filmatiseringar
- 1999 – Kärleksbrev med Kevin Costner och Robin Wright Penn
- 2002 – A Walk to Remember med Mandy Moore och Shane West
- 2004 – Dagboken - Jag sökte dig och fann mitt hjärta med Rachel McAdams och Ryan Gosling
- 2008 – Nätterna vid havet med Richard Gere och Diane Lane
- 2010 – Dear John med Channing Tatum och Amanda Seyfried
- 2010 – The Last Song med Miley Cyrus, Kelly Preston, Liam Hemsworth och Greg Kinnear
- 2012 – The Lucky One med Zac Efron, Taylor Schilling och Blythe Danner
- 2014 – The Best Of Me med Michelle Monaghan, James Marsden, Luke Bracey och Liana Liberato
- 2013 – Safe Haven
- 2015 – The Longest Ride med Britt Robertson och Scott Eastwood

- 2016 - The Choice med Benjamin Walker och Teresa Palmer